# Кулушево (Кармаскалинський район)
Кулу́шево (рос. Кулушево, башк. Ҡолош) — присілок у складі Кармаскалинського району Башкортостану, Росія. Входить до складу Савалеєвської сільської ради.
Населення — 255 осіб (2010; 280 в 2002).
Національний склад:
- татари — 78 %